# Lissa Labiche
Lissa Mary Audrey Labiche (* 18. Februar 1993 in Victoria) ist eine ehemalige Leichtathletin von den Seychellen, die sich auf den Hochsprung spezialisiert hat und aktuell Inhaberin des Landesrekordes ist. Zudem siegte sie 2015 im Hochsprung bei den Afrikaspielen und wurde 2012 und 2016 Afrikameisterin und zählt damit zu den erfolgreichsten Leichtathletinnen ihres Landes.

## Sportliche Laufbahn
Erste Erfahrungen bei internationalen Meisterschaften sammelte Lissa Labiche im Jahr 2009, als sie bei den Jugendweltmeisterschaften in Brixen mit übersprungenen 1,74 m in der Qualifikationsrunde ausschied. Anschließend siegte sie mit 1,69 m bei den Juniorenafrikameisterschaften in Bambous, ehe sie bei den Spielen der Frankophonie in Beirut mit 1,70 m den achten Platz belegte. Im Jahr darauf gewann sie bei den Afrikameisterschaften in Nairobi mit 1,70 m die Silbermedaille hinter der Lesotherin Selloane Tsoaeli und anschließend gelangte sie bei den Commonwealth Games in Neu-Delhi mit 1,68 m auf Rang zwölf. 2011 gewann sie bei den Juniorenafrikameisterschaften in Gaborone mit 1,70 m die Silbermedaille im Hochsprung und sicherte sich im Siebenkampf mit 4663 Punkten die Bronzemedaille. Anschließend gewann sie bei den Afrikaspielen in Maputo mit 1,80 m die Bronzemedaille im Hochsprung hinter den Nigerianerinnen Doreen Amata und Uhunoma Osazuwa und belegte im Weitsprung mit 5,70 m den neunten Platz. Im Jahr darauf siegte sie mit einer Höhe von 1,80 m bei den Afrikameisterschaften in Porto-Novo und brachte im Weitsprung im Finale keinen gültigen Versuch zustande. Anschließend gewann sie bei den Juniorenweltmeisterschaften in Barcelona mit 1,88 m die Silbermedaille im Hochsprung, ehe sie bei den Olympischen Sommerspielen in London mit 1,85 m in der Qualifikationsrunde ausschied. Zudem war sie Fahnenträgerin der Seychellen bei der Schlussveranstaltung der Spiele.
2014 schied sie nach einem Jahr Wettkampfpause bei den Commonwealth Games in Glasgow mit 1,71 m in der Qualifikationsrunde aus und auch bei den Weltmeisterschaften in Peking im Jahr darauf mit 1,89 m den Finaleinzug. Anschließend siegte sie mit 1,91 m bei den Afrikaspielen in Brazzaville im Hochsprung und sicherte sich im Weitsprung mit 6,25 m die Bronzemedaille hinter der Kamerunerin Joëlle Mbumi Nkouindjin und Romaissa Tahani Belabiod aus Algerien. 2016 belegte sie bei den Hallenweltmeisterschaften in Portland mit 1,89 m den zehnten Platz im Hochsprung und im Juni siegte sie mit 1,85 m bei den Afrikameisterschaften in Durban, während sie dort im Weitsprung keinen gültigen Versuch zustande brachte. Anschließend nahm sie erneut an den Olympischen Sommerspielen in Rio de Janeiro teil und verpasste dort mit 1,85 m den Finaleinzug. Erneut war sie zudem Fahnenträgerin bei der Schlussveranstaltung der Spiele. Im Jahr darauf siegte sie mit 1,91 m bei den Spielen der Frankophonie in Abidjan und im selben Jahr begann sie ein Studium an der University of South Carolina in den Vereinigten Staaten. 2019 beendete sie dann ihre aktive sportliche Karriere im Alter von 26 Jahren.

## Persönlichkeiten
- Hochsprung: 1,92 m, 9. Mai 2015 in Potchefstroom (Landesrekord)
- Weitsprung: 6,27 m (−0,3 m/s), 6. August 2015 in Saint-Paul